# 崔廷試
崔廷試（1533年—？），字文卿，號右泉，河南開封府陳留縣人，軍籍，明朝政治人物。官至大理寺少卿。

## 生平
嘉靖三十七年（1558年）戊午科河南鄉試第三十二名舉人。嘉靖四十四年（1565年）中式乙丑科會試第三百七十名，三甲第一百六十二名進士。通政司观政，本年八月授渭南知县，隆慶二年（1568年）九月考选江西道御史，万历二年（1574年）五月復除广东道，六月差巡按山西，三年八月养病。五年八月復除江西道，闰八月差巡按淮杨，七年七月丁忧。十年四月復除福建道，九月差巡按云南，十三年四月差京畿道刷卷，九月升大理寺右寺丞，十四年四月升左寺丞，十五年三月升左少卿，四月回籍调理。

## 家族
曾祖崔鑑；祖父崔進，乡饮宾；父崔輅，遇例冠帶，累封知县、御史。嫡母朱氏，封孺人；生母周氏，封太孺人。